# Marna (fiume)
La Marna (in francese Marne) è un fiume francese del Bacino parigino. Il fiume, che dà il nome ad alcuni dipartimenti, è stato teatro di scontri durante la prima guerra mondiale.

## Idronimo
Il suo nome verrebbe dal celtico (gallico) Matrona, "madre nutrice", omofono del latino "matrona" (cf. la dea dei Galli Modron), derivato dal gallico *mātr, madre, e dalla radice idronimica assai corrente onna.

## Percorso
Principale affluente della Senna, la Marna nasce sull'altopiano di Langres, a Balesmes-sur-Marne (Alta Marna, 52) e dopo un percorso di 525 km si getta nella Senna a Charenton-le-Pont/Alfortville (Valle della Marna, 94). 

### I principali comuni attraversati
I dipartimenti e le maggiori città attraversate sono:
Alta Marna (52)
Langres, Chaumont, Saint-Dizier
Marna (51)
Vitry-le-François, Châlons-en-Champagne, Épernay
Aisne (02)
Château-Thierry
Senna e Marna (77)
Meaux, Lagny-sur-Marne, Saint-Thibault-des-Vignes, Torcy, Noisiel, Vaires-sur-Marne, Chelles
Senna-Saint-Denis (93)
Gournay-sur-Marne, Noisy-le-Grand, Neuilly-sur-Marne, Neuilly-Plaisance
Valle della Marna (94)
Nogent-sur-Marne, Créteil, Charenton-le-Pont, Champigny-sur-Marne, Saint-Maur-des-Fossés, Joinville-le-Pont, Saint-Maurice, Bry-sur-Marne, Le Perreux-sur-Marne, Maisons-Alfort

### Principali affluenti
I principali affluenti della Marna sono (rd=alla destra orografica; rs=alla sinistra orografica):
- la Traire, (rd) (29 km)
- la Suize, (48.6 km)
- il Rognon, (rd) (73.3 km)
- la Blaise, (rs) (7.4 km)
- la Moivre (rd) (22.8 km)
- la Saulx (rd) (127 km)
- il Fion, (21.3 km)
- la Coole (30.2 km)

- la Somme-Soude (rs) (59.9 km)
- l'Ourcq (rd) (87 km)

- la Thérouanne (rd) (23.3 km)
- il Surmelin (rs) (41.5 km)

- il Petit Morin (rs) (86 km)
- il Grand Morin (rs) (120 km)

- la Beuvronne (rd) (23.9 km)
- la Gondoire (12.1 km)

- la Chantereine (7.4 km)
- la Guenelle (30.1 km)

## La Marna nelle arti figurative

### Pittura

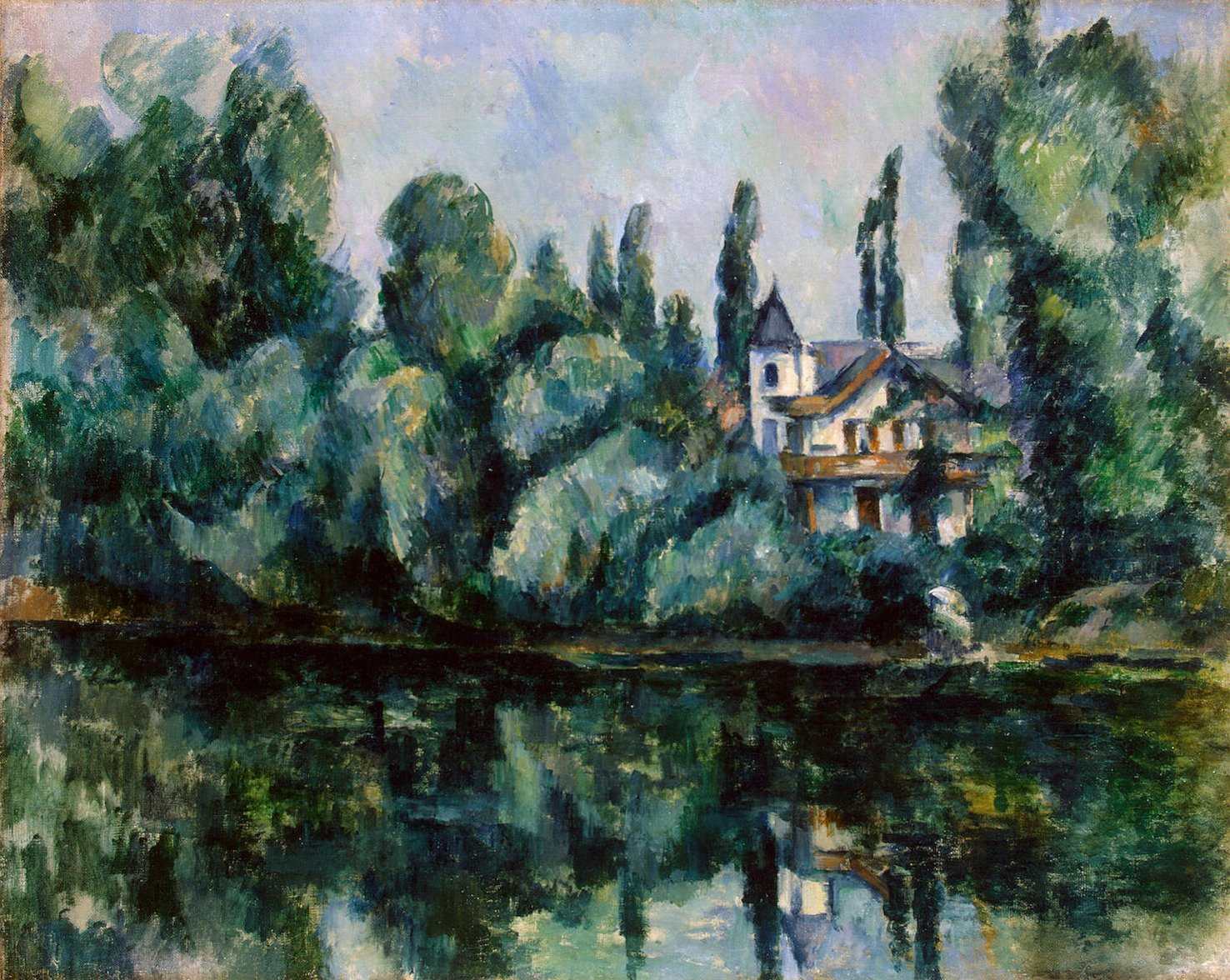
Paul Cézanne, Les rives de la Marne, verso il 1888.
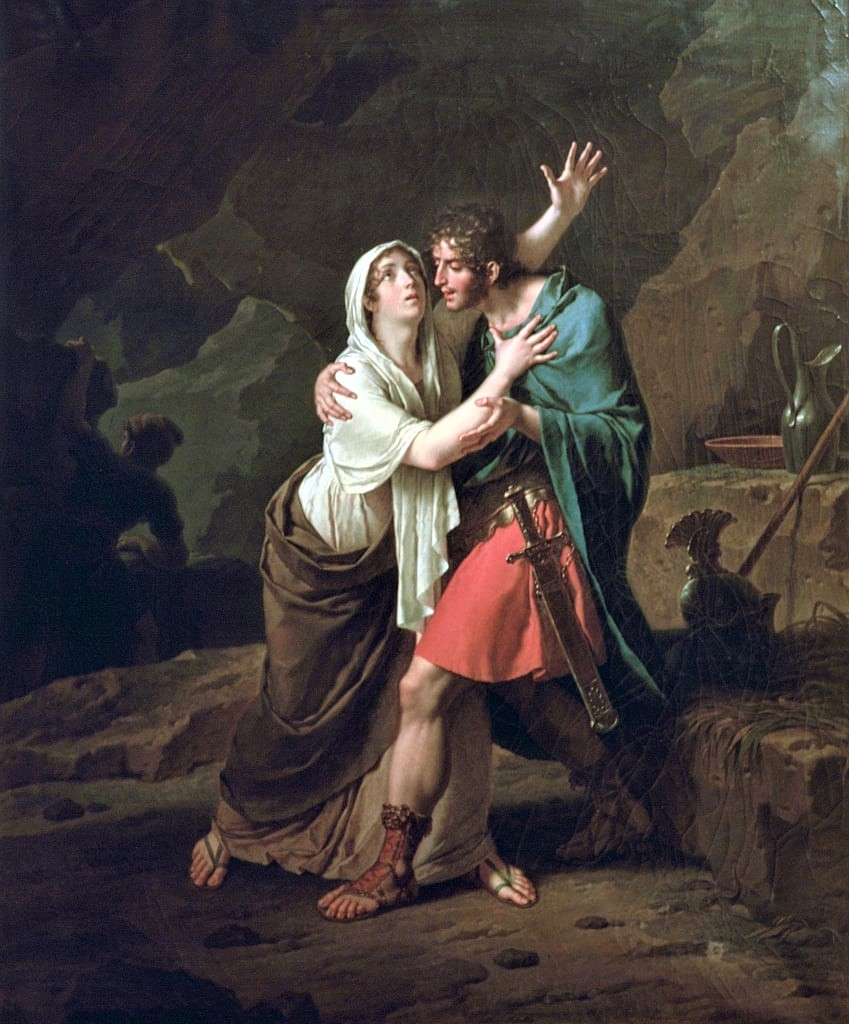
La grotta di Giulio Sabino di Monsiau.
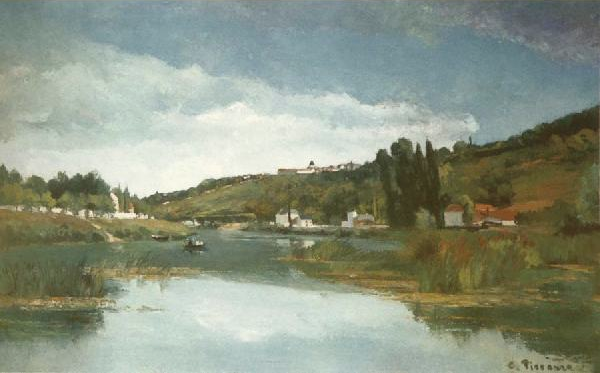
Dipinto di Pissarro a Chenevières.
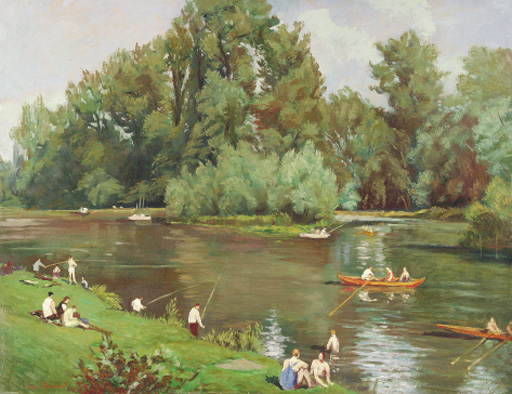
Dipinto di Émile Bernard.

Nel XIX e nel XX secolo, le rive della Marna hanno ispirato numerosi pittori:
- Émile Bernard
- Maurice Boitel[2]
- Paul Cézanne

- Camille Corot
- Raoul Dufy
- André Dunoyer de Segonzac

- Albert Marquet
- Nicolas-André Monsiau
- Camille Pissarro

- Henri Rousseau, detto "Il Doganiere Rousseau"
- Maxime Secqueville
- Louis Vuillermoz

### Cinema
- Una barca in giardino